# Gymnadenia taquetii
Gymnadenia taquetii är en orkidéart som beskrevs av Rudolf Schlechter.
Gymnadenia taquetii ingår i släktet brudsporrar och familjen orkidéer. Inga underarter finns listade i Catalogue of Life.